# Palazzo Montalto

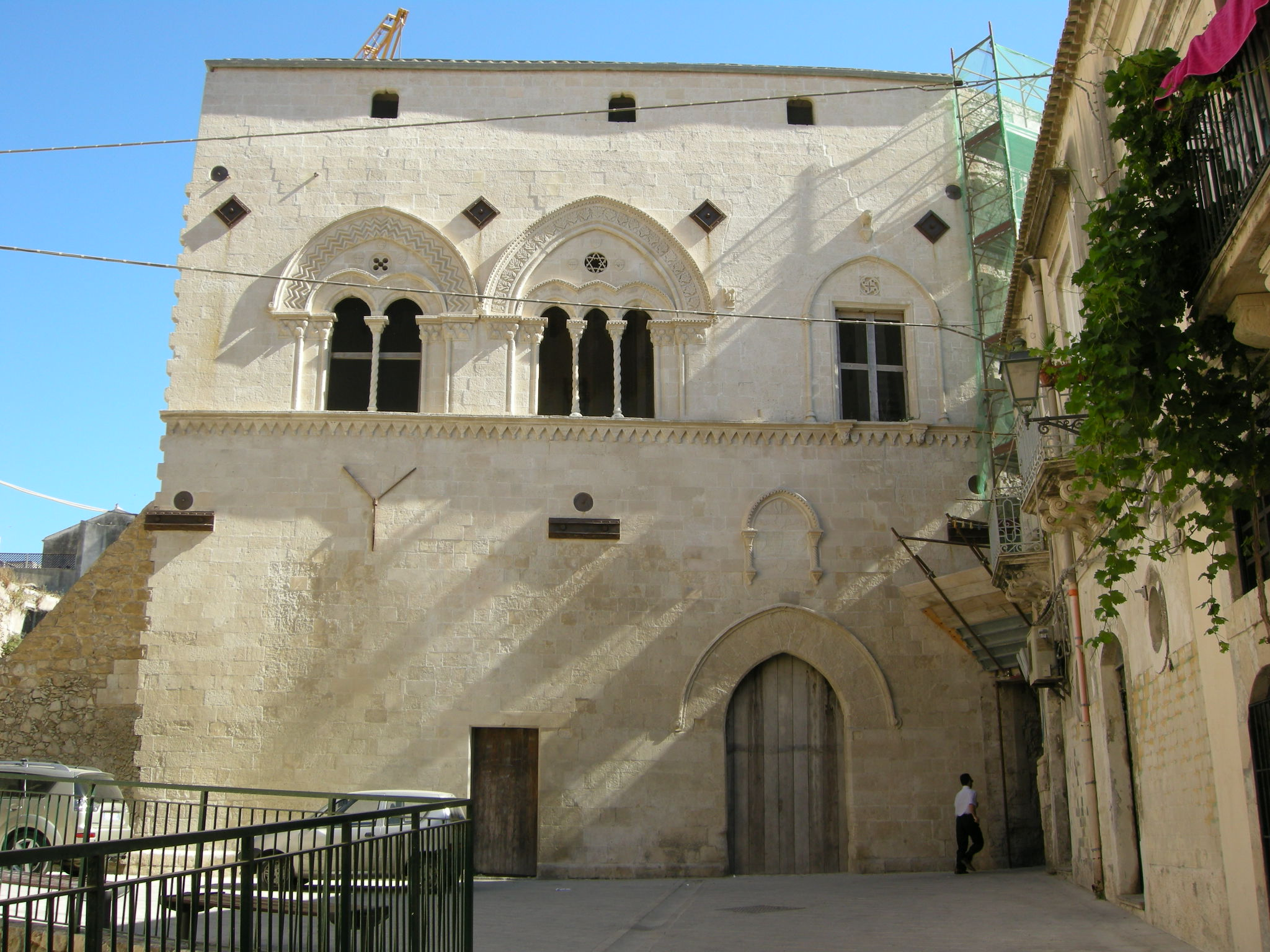
Palazzo Montalto

Palazzo Montalto, auch Palazzo Mergulese-Montalto, ist ein Stadtpalast aus dem späten 14. Jahrhundert auf der Insel Ortygia in der sizilianischen Stadt Syrakus. Er gehört zu den wenigen Bauresten aus dem Mittelalter, die den Erdbeben widerstanden haben. 
Der Bau wurde 1397 für Maciotta Mergulese erbaut. Eine lateinische Inschrift an der Fassade über dem Portal besagt:
Im 15. Jahrhundert übergab die Königin von Aragon den Palast an Filippo Montalto. Im 19. Jahrhundert diente er als Hospital.

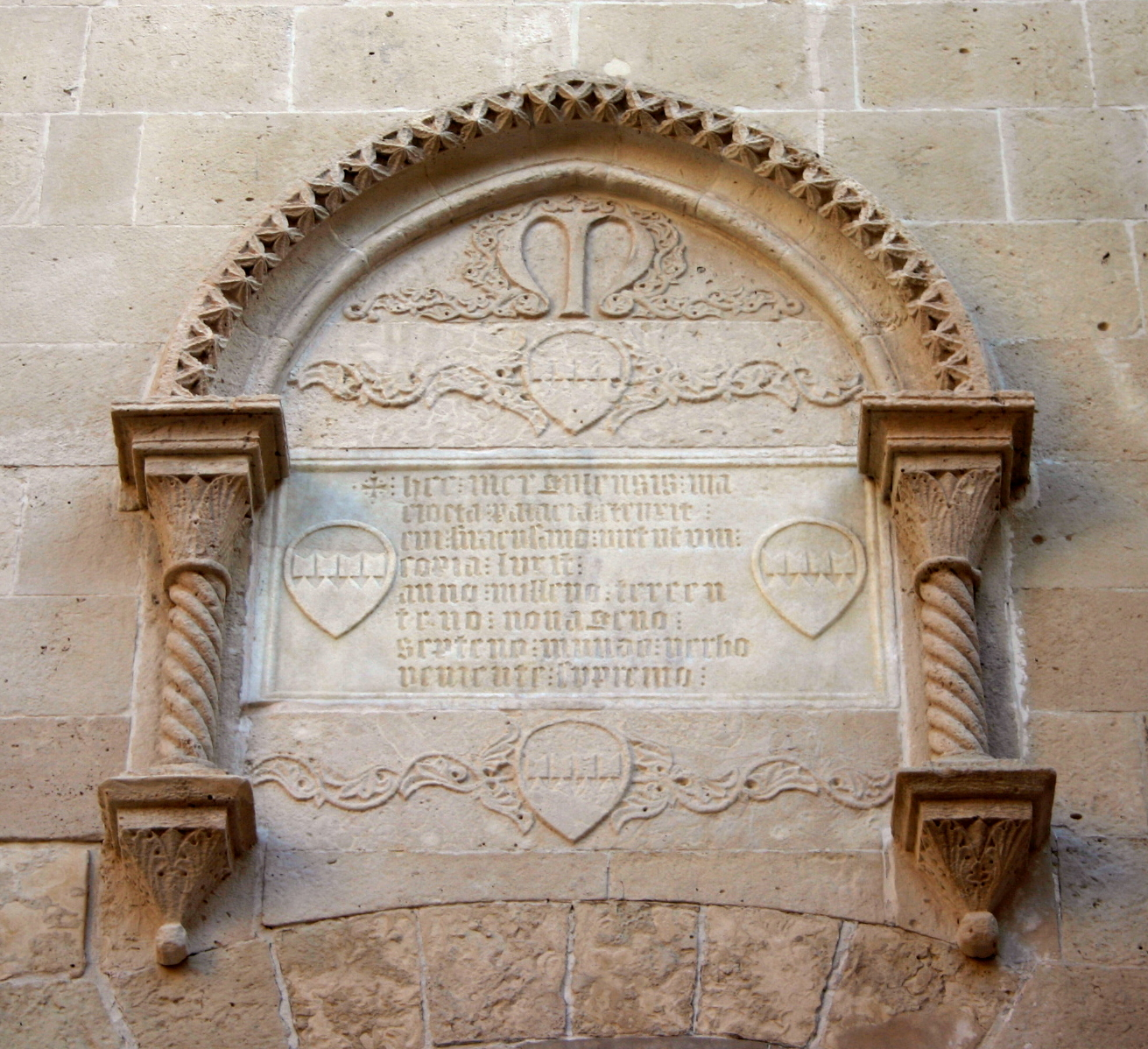
Ädikula mit Inschrift

Der Palast ist im gotischen Chiaramontestil erbaut, die Fassade zeigt Fenster mit Blumenmotiven. Die drei Fenster sind verschieden, eins dreiforig, eins zweiforig, eins rechteckig. Im Innern gibt es ein Atrium mit einer offenen Treppe und einem Portikus mit Loggia.

## Einzelbelege
1. ↑  Carlo Marullo di condojanni official DVD. Abgerufen am 21. Januar 2023.
2. ↑  Palazzo Mergulese-Montalto-Siracusa. Abgerufen am 21. Januar 2023.

Koordinaten: 37° 3′ 41,8″ N, 15° 17′ 39,8″ O